# Свертс, Пит
Пит Свертс (нидерл. Piet Swerts; род. 14 ноября 1960, Тонгерен, Бельгия) — бельгийский композитор.

## Биография
В 1974—1985 гг. изучал музыку в Институте Лемменса — католическом музыкальном учебном заведении в Лёвене. В 1987 г. сочинение Свертса было отобрано для исполнения участниками Конкурса имени королевы Елизаветы, а в 1993 г. Свертс стал вторым (после Альбера Дельво 32 годами ранее) бельгийцем, удостоенным первой премии на самом престижном бельгийском международном музыкальном конкурсе (в жюри входили, в частности, Хенрик Гурецкий и Франко Донатони).

## Творчество
Свертсу принадлежат две симфонии (вторая — для сопрано, хора и оркестра), два струнных квартета, симфонические, хоровые, камерные произведения, песни. Им также созданы две оперы, в том числе поставленная в 1996 г. опера «Опасные связи» (фр. Les liaisons dangereuses; по Шодерло де Лакло).